# 高邕

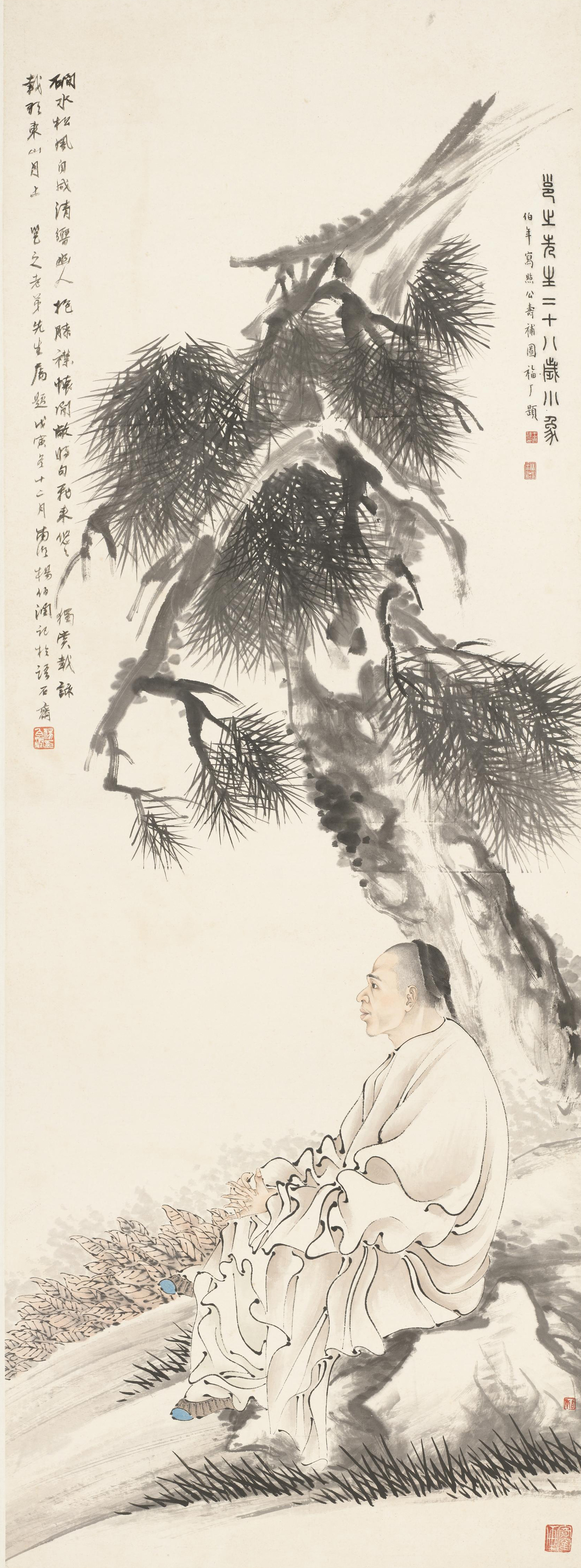
高邕像，任颐、胡远绘

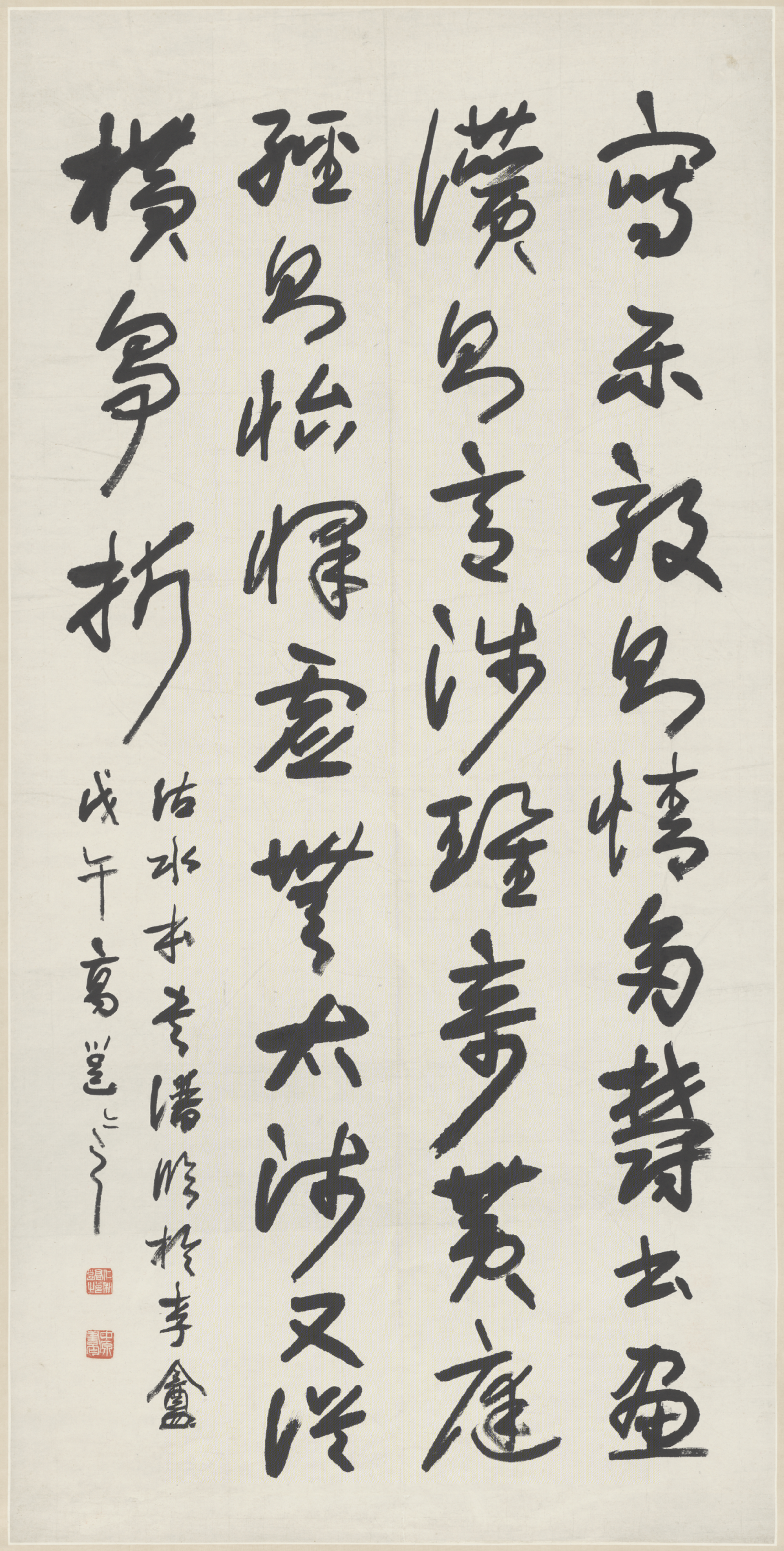
高邕草書臨《書譜》（北京故宮博物院藏）

高邕（1850年—1921年），字邕之，浙江仁和（今杭州）人，近代書畫家。

## 生平
寓居上海，官至江蘇縣丞。工書法，服膺李邕，以藏鋒取妍，歷代碑版無不窺精探奧，自署苦李。符鑄評：“有一種孤介之致，流露楮墨，方之人品，蓋忿俗嫉邪之流也，平生致力北海，晚而能變。”又能以草書繪畫，能畫山水、人物、花卉、走獸，收藏不少石濤、八大山人畫蹟。甲午戰爭後改號聾公，辛亥革命後更號赤岸山民，別號清人高子、中原書丐、西泠字丐。宣統元年（1909年）與姚鴻、黃俊等在上海豫園成立“豫園書畫善會”，常賣畫以資會費。代表作品有《七言聯》。